# Glaucolepis montana
Glaucolepis montana is een vlinder van de familie van de dwergmineermotten (Nepticulidae). De wetenschappelijke naam is voor het eerst voorgesteld als Trifurcula montana door Erik van Nieukerken en de broers Zdeněk Laštůvka en Aleš Laštůvka in een publicatie uit 2007.
De soort komt voor in Spanje en Sardinië.